# Večna godišnja doba
Večna godišnja doba je epizoda Dilan Doga objavljena u Srbiji premijerno u svesci #185 u izdanju Veselog četvrtka. Na kioscima se pojavila 14. aprila 2022. Koštala je 350 din (2,9 €; 3,36 $). Imala je 94 strane.

## Originalna epizoda
Originalna epizoda pod nazivom Eterne stagioni objavljena je premijerno u #394 regularne edicije Dilana Doga u Italiji u izdanju Bonelija. Izašla je 29. juna 2019. Naslovnu stranicu je nacrtao Điđi Kavenađo (Gigo Cavenago). Scenario je napisala Paola Barbata, a nacrtao Nikoli Marko. Koštala je 4,4 €.

## Kratak sadržaj
Prolog. Gručo i Džon Goust se sastaju u parku. Gručo obaveštava Gosta da prethodne Dilanove devojke devojke nisu više sa njim, što je bio Gostov cilj da bi pripremio Dilana za venčanje koje bi trebalo da se obavi uoči udara meteora (Vidi epizodu #190 Upravo venčani). Gručo pokazuje Gostu dve burme izrađene na starinski način (od 18-karatnog belog zlata), koje je nabavio u Safari. Gručo nevoljno prihvata da učestvuje u ovoj pripremi.
Glavna priča. Zbog pribiližavanja meteora Zemlji godišnja doba se smenjuju sve brže, tako da svako godišnje doba traje svega nekoliko sati. U istom danu se promene sva godišnja doba. Ove smene, međutim, utiču i na ljudsko ponašanje, koje postaje još nepredvidljivije. Na Dilanova vrata kuca starija žena koja traži od Dilana da pronađe njenu ćerku Anabet. Dilan saznaje da se ćerka nalazi u bolnici za mentalno obolele. Međutim, njeno stanje se naglo poboljšava kada u toku dana dođe zima. To važi i za ostale pacijente. Tokom „zime“ Dilan se zaljubljuje u Anabet. Čim dođe toplije vreme, Anabet se vraća u „poremećeno“ stanje i pokušava da ubije Dilana.

## Inspiracija filmom
Dilan koristi frazu "Zauvek zajedno, večno razdvojeni" iz filma Žena soko (engl. Ladyhawke) iz 1985. godine, kojom opisuje svoj odnos sa Anabetom.

## Odbrojavanje do udara meteora
Od #178 počelo je zvanično veliko finale i odbrojavane (na naslovnim stranama) do udara meteora u Zemlju. U ovoj epizodi do udara meteora ostalo je još 7 epizoda.  Ovo odbrojavanje traje do #399, tj. #400 originalne serije, tj. do #191-2 Veselog četvrtka. (Veseli četvrtak je već objavio #400 pod nazivom A danas apokalipsa u luksuznom izdanju 19.11.2020. na formatu A4.) Nakon ove epizode, serijal Dilan Doga je resetovan. (Ovo je već drugi Bonelijev junak koji je doživeo reset. Prvi je bio Mister No.)

## Prethodna i naredna epizoda
Prethodna sveska nosila je naslov Smak sveta (#184), a naredna O vremenu i drugim iluzijama (#186)